# Jan Maria Plojhar
Román Jan Maria Plojhar s četnými autobiografickými prvky vydal Julius Zeyer poprvé časopisecky v Lumíru roku 1888 a knižně v roce 1891. Impulzem k sepsání románu byla prosba J. V. Sládka, který se na Zeyera obrátil s žádostí o nějaký dlouhý text, který by mohl v Lumíru otisknout. Román vznikl během šesti měsíců na přelomu let 1887 a 1888, v Lumíru začal být tedy vydáván na pokračování ještě před úplným dokončením. Byl tak prvním dílem, které Zeyer napsal ve Vodňanech, kam se utekl z Prahy. Autobiografické prvky v knize nesouvisí jen s autorovým životem, ale s jeho duševním světem a jeho názory na společnost, náboženství a umění. Kniha je považována za autorovo vrcholné literární dílo.
Hlavním hrdinou díla je stejnojmenný mladík pocházející z bohaté pražské měšťanské rodiny. Sám však měšťáky opovrhuje, protože mu připadají příliš sobečtí a nafoukaní. K prostému lidu také necítí sounáležitost, neboť ten je podle něj příliš rezignovaný. V románu zaznívají kritické názory na jednání měšťáků i prostého lidu i na pasivitu porobeného národa žijícího v zemi, v níž však sám není pánem. Román popisuje mladíkovy vnitřní rozpory mezi sny a skutečností. Samostatným tématem je potom jeho vztah k Bohu a víře v něj vůbec, kde mladík má pochybnosti o existenci Boha jako nehmotné osoby, ale plně věří v život a činy Ježíše Krista. Tyto vnitřní rozpory v názorech i činech, kdy mladík touží po velikosti, ale není schopen ji dosáhnout, byly solí v očích již dobové kritice, která v Plojharovy viděla senzitivního dekadenta, vůči kterému se vymezoval Josef Svatopluk Machar i Tomáš Garrigue Masaryk. Jak však pozamenává Eva Stehlíková, má Plojhar mnohem blíže k Wertherovi, než k Oblomovi, protože se navzdory skepsi a deziluzi nikdy nevzdává svých ideálů. Ačkoliv byl již F. V. Krejčím román označen za "první náš vpravdě umělecký román ze současnosti", podnět k jeho důkladnému rozboru zavdala až objevná anglická monografie Roberta Pynsenta "Julius Zeyer. The Path to Decadence" z r. 1973.

## Obsah románu
Děj románu začíná v Římě, kde se Jan Maria Plojhar, bydlící u paní Giovanniny, seznámí s mladou, krásnou a osiřelou Caterinou pocházející z kdysi vážené rodiny Soranesi, mladým lékařem Giggim, a chůvou Caterininou, věrnou Suntarellou. Caterina je spřízněna se známými italskými rody (Aldobrandini, Orsini) a nad její výchovou i osudem bdí vzdálená příbuzná, markýza Paolina. Při účasti na pouliční slavnosti v předvečer svátku Tří králů se u Jana Marii Plojhara objeví zdravotní potíže způsobené dřívějším soubojem, je nucen ulehnout a my jako čtenáři tak máme možnost se, prostřednictvím jeho vzpomínek, seznámit s celým jeho dosavadním životem.
Narodil se do bohaté pražské rodiny, ale své dětství strávil na zámečku v Havranicích. Romantická atmosféra zámečku a přilehlého okolí působila na jeho snivou duši tak, že se již v dětství rozhodl být poetou, cestovatelem a dobrodruhem. K poetickým cílům nadchly jej vyprávění chůvy Běty, která v něm zároveň vznítala uvědomělé češství. Bětinu větu o zemi, "kterou koně cizinců na kopytech svých roznášeti chtějí", později mnohokrát si připomíná. Ani jako dospívajícího a dospělého jej tyto sny neopustily, a tak se rozhodl být vojákem a dal se do armády. Vojenský život, vzdálený představám a zaměřený proti národnímu cítěný ve prospěch nadnárodního vlastenectví monarchistického, byl pro něj však rozčarováním.
Jeho sestra Rosa Marie, s níž neměl dobré vztahy, protože byla v jeho očích typická sobecká měšťanka, se zatím vdala za Leopolda. Tento podnikavec se po smrti Plojharovy matky ujal rodinného majetku. Nepraktický Jan Maria nevěděl, jak s dědictvím naložit a vše mu ochotně odsouhlasil. (V průběhu dalšího děje Leopold různými investicemi a finančními operacemi postupně přichází o majetek Plojharů a tím také ztenčuje finanční zdroje, ze kterých byl Jan Maria živen. Sám Plojhar však k finanční stabilitě rozpočtu přispíval jen málo a více bral, než dával.)
Jan Maria se zatím jako námořník v armádě plavil po Středozemním moři, kde na Korfu prožil vášnivé milostné vzplanutí k velmi krásné paní Dragopulos. Tato cynická manželka bohatého bankéře jej využije pro vlastní zábavu a načas ohrozí jeho ideály ve vztahu k ženám. Nakonec jej vymění za nového milence, když je Jan Maria odvelen na jiné místo. Aby se vyléčil ze zklamání, vrací se do Prahy. Je nadšen městem, ale velmi zklamán pražskou společností. V jednom sporu mezi důstojníky hájí se zbraní v ruce čest českého národa proti urážce vídeňským důstojníkem a je vážně zraněn na prsou. Po částečném zotavení odchází z armády a snaží se prosadit jako spisovatel, ale neúspěšně. Kritika jeho knihu odsoudí a on se zklamán rozstůně. Na doporučení lékaře se stěhuje do Itálie.
Po krátkém pobytu v Římě, kde jsme jej zastihli na začátku příběhu, se stěhuje do San Catalda na statek ke Caterině. Tam teprve poznává hlubokou duševní lásku. Postupně se s Caterinou velmi sbližuje a se vzpomínkou na ní ubrání se i svodům paní Dragopulos, již nenadále potkává v Římě na představení Bizetovy Carmen. Ani Jan Maria, ani Caterina si však netroufají vyjevit své city otevřeně. Plojhar se odhodlává k vyznání na dlouho plánované projížďce, spojené s návštěvou kněze Dona Clementa, rodinného přítele, který má mladého muže vzít na projížďku do Vejí. Potkávají však paní Dragopulos s jejím novým milencem. Tato žena jej ponižuje a Caterinu urazí. Při návratu z vyjížďky se každý z nich vrací sám a Jan Maria, od rána trápený bolestmi ze zranění, spadne z koně a ztratí vědomí. Tato událost zhorší nemoc Jana Marii, v deliriu však vyslechne Caterinin rozhovor. s lékařem,  kde odhalí, že Plojhara miluje. Oba konečně pochopí, že jejich láska je vzájemná. Plojharův stav se však nelepší a zanedloho je jasné, že smrt je neodvratná. Caterina se s ním na poslední chvíli nechá oddat i přes odpor dony Paoliny, která ji chce provdat za svého nevlastního syna. Utajený církevní obřad vykoná kněz don Clemente. Krátce na to umírá Jan Maria na svou nemoc, zatímco Caterina zemře po požití jedu, aby tak mohla po vzoru etruské princezny odejít se svým milovaným chotěm.

## Jazyková stránka
Stylisticky se v základních rysech román nevymyká dobovému úzu. Zvláště v popisných pasážích nejsou výjimkou dlouhá souvětí s archaickou, nicméně srozumitelnou větnou strukturou. Místy velmi dlouhé odstavce dávají velký prostor pro složitý a rozporuplný vnitřní svět postav, především titulního hrdiny. Pro barvitější dokreslení italského prostředí, v němž se děj románu odehrává, používá autor místy italských slov i slovních spojení, která vhodně vkládá do přímých řečí vystupujících postav.
Některé jazykové prvky díla byly nicméně vnímány jako archaické již v době jeho vzniku a Zeyer se jen nerad podvoloval dobovému jazykovému standardu. Dobový kritik dokonce neváhal r. 1892 do časopisu Hlídka literární napsat, že řeč románu "se hemží chybami mluvnickými". Trpké zkušenosti s dobovou kritikou ostatně podrážejí literární elán i fiktivního Jana Maria Plojhara. 
Lexikálně se v knize objevují některé již archaické tvary, či dnes méně častá slova. Tak velmi často je užíván tvar juž ve významu už, několikrát se objevuje slovo bařina ve významu bahnisko, opakovaně se hovoří o cesmínách, které však vždy jsou pojmenovávány ilex. Při popisu východu slunce nad Campagnou je vzpomenut ichor bohů, tedy tekutina v žilách nebešťanů. Většinu termínů, italských či francouzských spojení a dnes již pozapomenutých reálií byla vysvětlena v kritické edici knihy, již vydal Rudolf Skřeček r. 1964 a po revizi r. 1976. Vydání České knižnice z r. 2001 jeho vysvětlivky přejímá.

## Reálie v díle
České prostředí je v románu líčeno s nelíčeným despektem, kontrastujícím s národnostním idealismem hlavního hrdiny. Spisovatel například kritizuje dobové historizující obnovy a opovrhuje architekturou eklekticismu. Stejně tak je optikou Plojharovou velmi kritický k dobovému poraženectví, nejpříkřeji ve vyslechnutém hospodském dialogu:" ...slovem jsem rád, že stojím nad hrobem. Od útlého mládí svého nemiloval jsem ničeho než toto naše království. A nyní jaké zklamání! Hrozím se prostě české povahy, která se nejvíce charakterizuje tím - že povahou není. Jaký to člověk, který se takřka s ideou narodí, že proto přišel na svět, aby byl podruhem jiného! Jaký to člověk, který to klidně uznává, že není svým pánem, a který takřka za odpuštění prosí, že se vůbec narodil! Nahlíží, že je v cestě, a neví, jak by jen ustupoval, aby nikoho svou impertinentní přítomností neurazil. Ah, zdá se mi někdy, že nejsme ničím jiným, než hlízou v ranách, která ubohá tato země po staletí trpěla." Zajímavou dobovou reálií je také připomínka vojenských kasáren v někdejším klášteře voršilek na Hradčanech. Právě v něm dojde k osudové bitce s rakouským důstojníkem, na jejíž následky hlavní hrdina nakonec zemře.
Zeyer promítl do románu zkušenosti ze svých cest, s osudy hrdiny jej spojuje úzký vztah s matkou a formativní role chůvy. Také obě hlavní ženské postavy mají předobrazy v Zeyerových zkušenostech. Pro Pelagii Dragopulos to byla ve své době dobře známá cestovatelka a krásná dobrodružka Miss Kershaw, s níž se potkal v Rusku, a pro Caterinu dcera ze zpřátelené rodiny Mary-Ann Stone. Obě ženy jsou však ve spisovatelově imaginaci přetaveny dle určitých typových kadlubů: svůdná a zhoubná femme fatale v protikladu k andělské a sebeobětující se múze.
Jihočeský Zeyerův pobyt se promítl především do popisu Havranic a pošumavských scenérií. Jaká lokalita byla inspirací pro imaginární Havranice není zcela jasné, navrhovány jsou Libějovice a Kratochvíle.
V románu je vzpomenuta řada italských památek a děl. Např. hned v první kapitole je čtenář přiveden na Piazza Navona s Berniniho fontánami a po vystoupáni Španělských schodů se může s hrdiny kochat výhledem na Řím. Prominentní roli však hrají především dva motivy. Prvním jsou památky po Etruscích a krajina regionu Campagna Romana, plná dávné minulosti. Druhým motivem je Beatrice Cenci, s jejíž (domnělou) podobou na slavném obraze je Caterina opakovaně porovnávána, a jež se pak znovu vrací i v dalších narážkách (při setkání v divadle si paní Dragopulos povzdychne, jak ji manžel nutil jít do Palazzo Barberini, aby se mohl na obraz podívat, a na jiném místě nechává Zeyer Plojharova přímo citovat verš ze hry Percy Bysshe Shelleyho, jež byla této tragické postavě věnována. Symptomaticky se ovšem Caterina v Plojharově imaginaci postupně proměňuje z nešťastné renesanční vražedkyně Beatrice Cenci v andělskou Beatrici z Danteho Ráje.

## Online dostupné dílo
- Digitalizovaná vydání díla Jan Maria Plojhar v České digitální knihovně
- ZEYER, Julius. Jan Maria Plojhar. Praha: Unie, 1917. 211, 231 s. Dostupné online.